# Побиття камінням шайтана

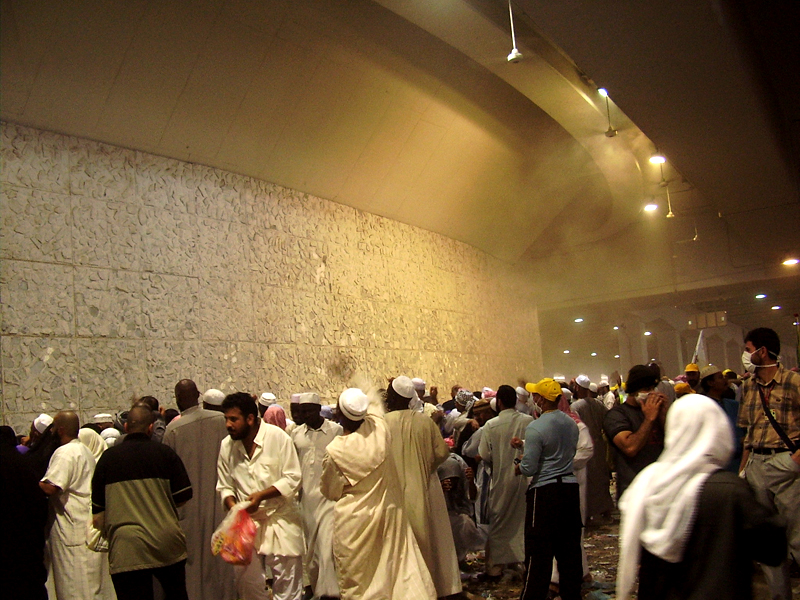
Паломники біля Джамрата Акаби в 2006 році під час хаджу.

Побиття камінням шайтана (араб. رمي الجمرات, латиніз. рами аль-джамра́тرمي الجمراتараб. رمي الجمرات, латиніз. рами аль-джамра́т) — (араб. جمرات джамарат (мн.  ч.); в од. ч. — джамра) частина ритуалу щорічного паломництва в священному місті мусульман Мецці (Саудівська Аравія). Мусульманські паломники кидають камінням в три стіни (раніше стовпи), які називаються джамарат.  Стіни знаходяться в долині Міна на схід від Мекки.

## Порядок здійснення ритуалу

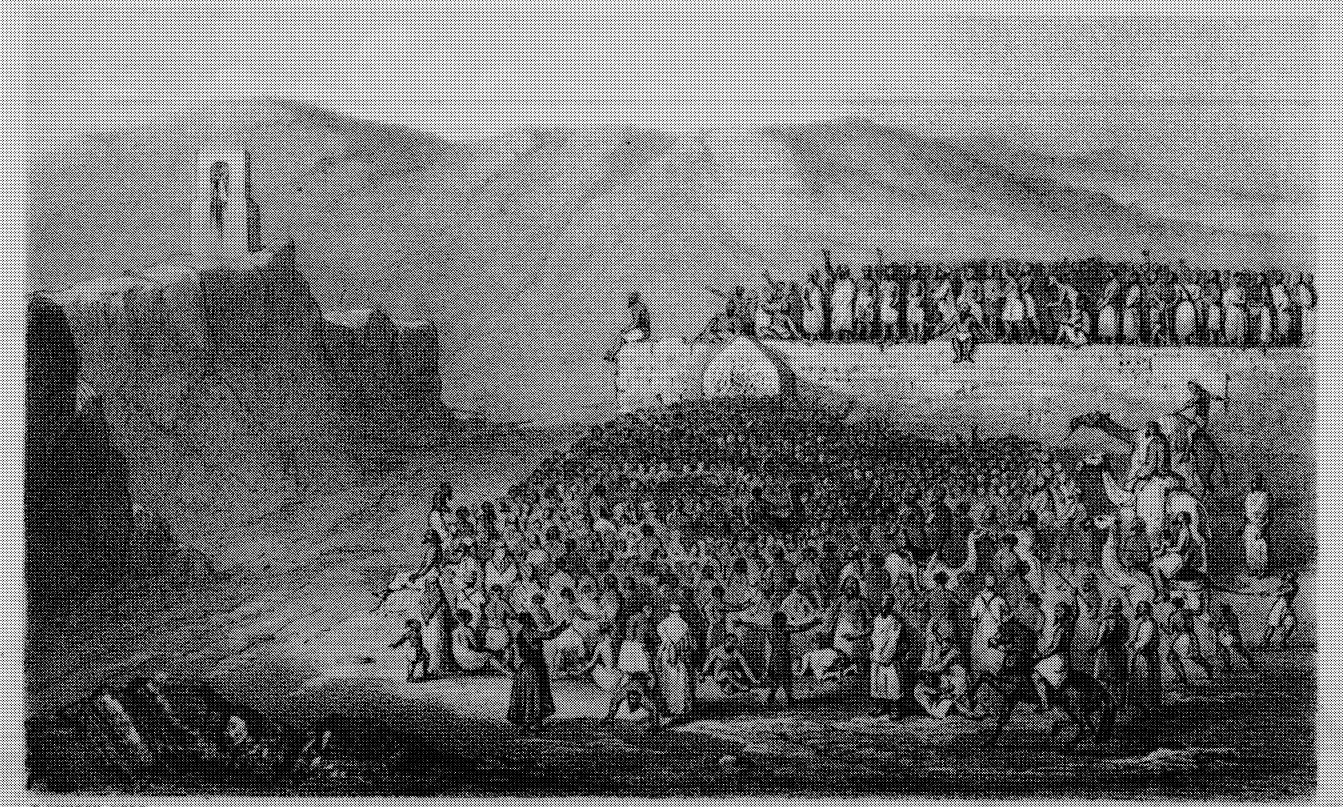
Паломництво в аль-Медіни і Мекки. Р. Ф. Бертон (1857 рік).

Побиття камінням — це один з обов'язкових ритуальних актів, які повинні бути виконані під час хаджу. Ритуал являє собою символічну реконструкцію події із життя пророка Ібрагіма (Авраама), який кидав каміння у шайтана, не бажав  послухатися Бога й зберегти сина Ісмаїла (Ізмаїла).
Під час свята Курбан-байрам (10-й день місяця зуль-хіджа) паломники повинні кинути сім каменів в один великий джамрат. Після каменування кожен паломник повинен відрізати або збрити волосся. У наступні два дні вони повинні вдарити сімома камінчиками кожну з трьох стін. Таким чином, кожен паломник повинен кинути не менше 49 камінчиків. Якщо паломники залишаються в Міні ще на один день, то вони повинні знову кинути каміння в кожну стіну сім разів. Камені, використовувані для побиття, традиційно збираються або в Міні, або в Муздаліфі, на рівнині на південний схід від Міни, в ніч перед першим метанням.

## Заміна джамаратів

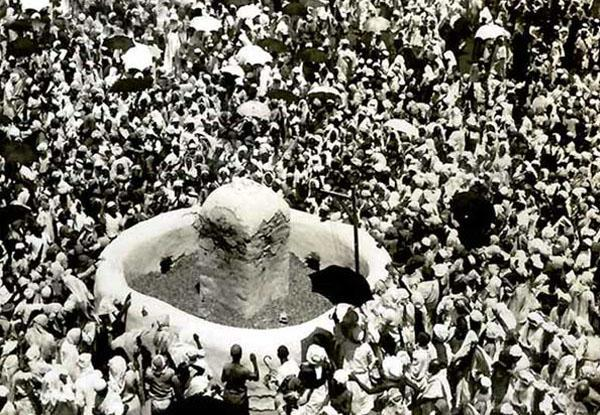
Джамрат у вигляді стовпа (1942 рік).

До 2004 року джамрати були побудовані у вигляді високих стовпів. Після хаджі 2004 року, влада Саудівської Аравії в цілях безпеки замінили стовпи на стіни; багато людей випадково кидали камінці в людей на іншій стороні. Щоб полегшити доступ до джамратів навколо них був побудований одноярусний пішохідний міст, який називається Міст Джамрат.
Джамарати мають наступні назви (починаючи зі сходу):
- Перший джамрат (аль-джамра аль-уля), або Малий джамрат (араб. الجمرة الصغرى);

- Середній джамрат (араб. الجمرة الوسطى);

- Великий джамрат (араб. الجمرة الكبرى), або Джамрат Акаби (араб. جمرة العقبة).

До 2004 року, відстань між малим і середнім джамратом була 150 метрів, а між середнім і великим — 225 метрів.

## Інциденти

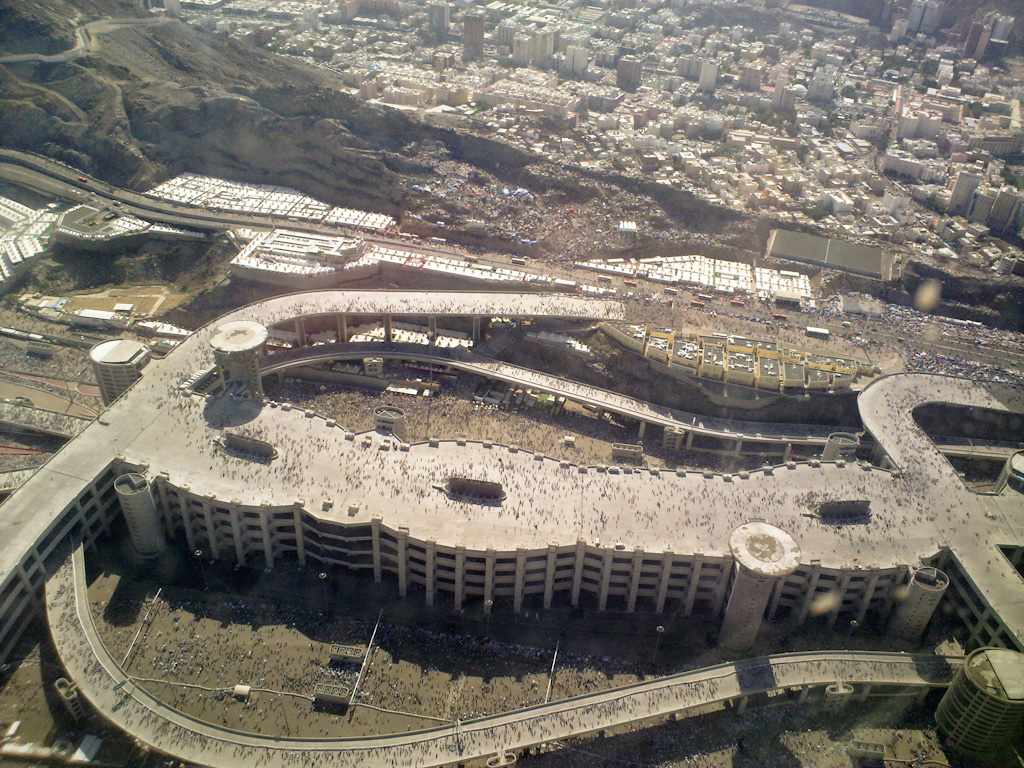
Міст Джамрат (2009 рік).

Ритуал побиття камінням шайтана вважається найбільш небезпечною частиною паломництва, так як під час  руху в  натовпі паломники можуть задихнутися або бути затоптаними. Для безпеки паломників, джамрати у вигляді стовпів були замінені на стіни, що полегшило й прискорило забивання камінням. Через зростання з кожним роком числа паломників, Міст Джамрата також був розширений.
Згідно з переказами, під час свого єдиного хаджу пророк Мухаммед здійснив останнє побиття камінням відразу після полуденної молитви. У зв'язку з цим багато прочан прагнуть здійснити цей обряд відразу після полуденної молитви, що призводить до тисняви. Багато богословів вважають, що ритуал можна зробити в будь-який час між полуднем і заходом.
У 2006 році в тисняві біля джамрату загинуло близько 346 паломників і поранено близько 289 осіб. У вересні 2015 року в результаті тисняви загинуло більш 2.4 тис. паломників.
Влада Саудівської Аравії витрачає великі кошти на забезпечення заходів безпеки паломників, пов'язаних з ритуалом побиття шайтана.